# Thomas Dacre (4e baron Dacre)
Thomas Dacre, 4e baron Dacre de Gilsland, également baron Greystoke (ca. 1527 - 1er juillet 1566) est un député anglais et après la mort de son père un pair et grand propriétaire foncier dans les comtés de Cumberland, Yorkshire et Northumberland.

## Biographie
Né vers 1527, Dacre est l'aîné des cinq fils de William Dacre (3e baron Dacre) (1493 - 1563), par son mariage avec Elizabeth Talbot, fille de George Talbot (4e comte de Shrewsbury) et d'Anne Hastings, une fille de William Hastings, 1er baron Hastings. Son père est capitaine du Château de Norham, intendant de Penrith, gardien des marches de l'Ouest 1527-1534 et 1555-1563, et gouverneur de Carlisle. Il est le frère de Leonard Dacre (en).
Le jeune Dacre est fait chevalier en 1547. Il épouse Lady Elizabeth Neville, la sixième fille de Ralph Neville (4e comte de Westmorland), de son mariage avec Catherine Stafford, la deuxième fille d'Edward Stafford (3e duc de Buckingham). Il n'y a pas d'enfants du mariage.
En 1553, il est élu à la Chambre des communes d'Angleterre comme l'un des deux députés de Cumberland.
Il épouse en secondes noces Elizabeth Leyburn (1536-1567), la fille aînée de James Leyburne de Cunswick, Westmorland, dont ils ont deux fils : Francis, qui meurt en bas âge, et George (1561 – 17 mai 1569) et trois filles : Anne (21 mars 1557 – 19 avril 1630), Mary (4 juillet 1563 – 7 avril 1578) et Elizabeth (née le 12 décembre 1564).
Dacre succède à son père en tant que baron Dacre le 18 novembre 1563, mais lui survit moins de trois ans et n'est jamais convoqué au parlement.
Après la mort de Dacre le 1er juillet 1566, sa veuve se remarie avec Thomas Howard (4e duc de Norfolk), mais elle est décédée en couches le 4 septembre 1567, de sorte que les jeunes enfants orphelins de Dacre sont élevés comme membres de la maison du duc. Le fils survivant de Dacre meurt en 1569, et la baronnie de Dacre, bien que revendiquée par le frère de Dacre, Leonard, tombe en suspens entre les trois filles de Dacre. À l'âge de quatorze ans, chacune des trois est mariée à l'un de leurs demi-frères, les fils du duc. En 1571, Anne épouse Philip Howard (1557-1595), futur 20e comte d'Arundel, avant le 9 mai 1577, Mary épouse Thomas Howard (1561-1626), plus tard 1er comte de Suffolk et le 28 octobre 1577, Elizabeth épouse Lord William Howard (1563-1640), du château de Naworth, dans le Cumberland, et du château de Henderskelfe, dans le Yorkshire, le troisième fils du duc.
La fille de Dacre, Mary Howard, est décédée le 7 avril 1578 à l'âge de quatorze ans, mais son aînée, Anne Howard, survit jusqu'en 1630. Sa deuxième fille, Elizabeth, gagne le surnom de "Bess du large tablier", grâce à la taille des domaines dont elle hérite.